# ملكة جمال الولايات المتحدة الأمريكية 1999
ملكة جمال الولايات المتحدة الأمريكية 1999 (بالإنجليزية: Miss USA 1999) هي مسابقة ملكة جمال الولايات المتحدة الأمريكية الثامنة والأربعين في تاريخ مسابقة ملكة جمال الولايات المتحدة الأمريكية منذ انطلاقتها عام 1952، عقدت مسابقة في مسرح قصر غراندي في برانسون، ميزوري في 4 فبراير 1999.
في نهاية هذا الحدث تم تتويج كيمبرلي بريسلر من نيويورك، حامل اللقب السابق شونا جيبيا من ولاية ماساتشوستس. أصبحت بريسلر ثالث ملكة جمال نيويورك الولايات المتحدة تفوز باللقب في النهائيات، وحاملة اللقب الرابعة من نيويورك.
بعد أشهر من التفاوض، تم إعلان برانسون كموقع للمسابقة في نوفمبر 1998. أنفق المسؤولون في المدينة 125000 دولار من أموال الضرائب لاستضافة المسابقة في برانسون على أمل أن يشجع السياحة ولكن اعترف بعد المسابقة أنه لا يستحق التكلفة. ساهم الرعاة بمبلغ إضافي قدره مليون دولار لاستضافة هذا الحدث. كانت المسابقة قد عقدت سابقًا في شريفبورت، لويزيانا من 1997-1998.
استضافت شيمار مور المسابقة للمرة الوحيدة، وأضيفت تعليق ملكة جمال الولايات المتحدة الأمريكية 1996 آلي لاندري وجولي موران، للسنة الثانية على التوالي. تم تقديم الترفيه بواسطة كولين راي وذا أوتميك فايربول .

## النتائج

### المراكز النهائية
| النتائج النهائية                          | المتنافسة |
| ----------------------------------------- | --- |

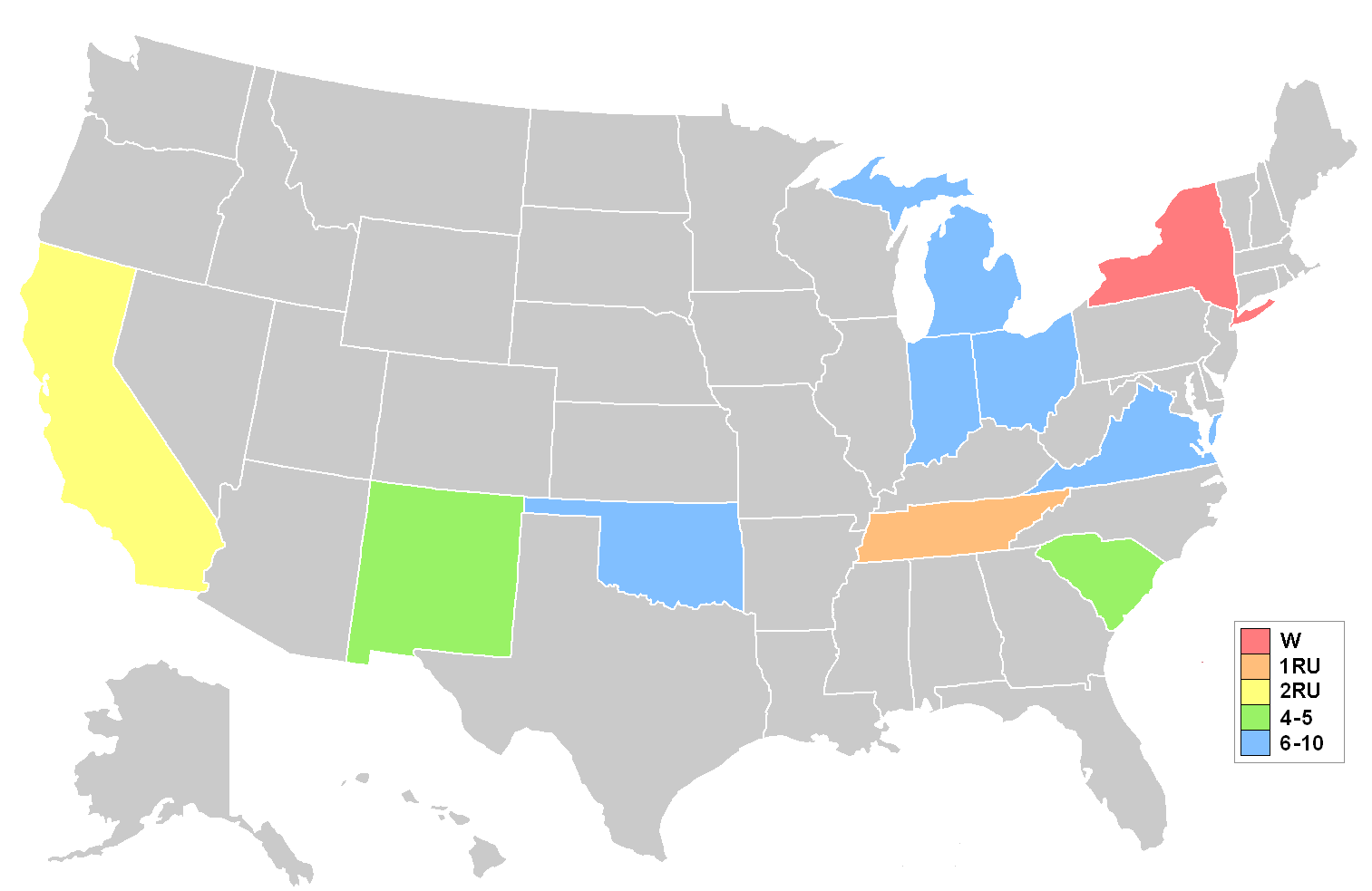
خريطة توضح المراكز حسب الولاية

| ملكة جمال الولايات المتحدة الأمريكية 1999 | - نيويورك - كيمبرلي بريسلر |
| الوصيفة الأولى                            | - تينيسي - مورغان تاندي هاي |
| الوصيفة الثانية                           | - كاليفورنيا - أنجيليك بوكس |
| أفضل 5                                    | - كارولاينا الجنوبية - لورين بوبيل - نيو مكسيكو - ميشيل ريوس                                                                          |
| أفضل 10                                   | - إنديانا - براتيما يارلاغادا - فرجينيا - كيلي لايت بورني - أوكلاهوما - ضياء ويب - أوهايو - ميليندا ميلر - ميشيغان - شانون غريس كلارك |

### جوائز خاصة
| جائزة                   | متنافسة                            |
| ----------------------- | ---------------------------------- |
| ملكة جمال اللطافة       | - أريزونا - كارا جاكسون            |
| ملكة جمال الجاذبية      | - ويسكونسن - إليزابيث فام          |
| جائزة الاسلوب           | - فرجينيا - كيلي لايت بورني        |
| الأفضل في ملابس السباحة | - كارولاينا الجنوبية - لورين بوبيل |

### المنافسة النهائية
| \| الولاية \| المقابلة \| ملابس السباحة \| فستان السهرة \| المتوسط \| النهائيات \| \| ------------------ \| -------- \| ------------- \| ------------ \| ------- \| --------- \| \| نيويورك \| 8.46 \| 9.63 \| 9.33 \| 9.14 \| 9.65 \| \| تينيسي \| 8.90 \| 9.53 \| 9.73 \| 9.38 \| 9.75 \| \| كاليفورنيا \| 8.93 \| 9.64 \| 9.56 \| 9.37 \| 9.60 \| \| كارولاينا الجنوبية \| 8.68 \| 9.64 \| 9.64 \| 9.32 \| 9.51 \| \| نيو مكسيكو \| 8.82 \| 9.36 \| 9.11 \| 9.09 \| 9.23 \| \| إنديانا \| 8.73 \| 9.08 \| 9.18 \| 8.99 \| \| \| فرجينيا \| 8.56 \| 9.29 \| 8.86 \| 8.90 \| \| \| أوكلاهوما \| 8.80 \| 8.88 \| 8.98 \| 8.87 \| \| \| أوهايو \| 8.50 \| 8.91 \| 8.96 \| 8.79 \| \| \| ميشيغان \| 8.43 \| 8.93 \| 8.95 \| 8.77 \| \| | ملكة جمال الولايات المتحدة الأمريكية 1999 الوصيفة الأولى الوصيفة الثانية أفضل 5 النهائي |               |              |         |           |
| الولاية | المقابلة                                                                                | ملابس السباحة | فستان السهرة | المتوسط | النهائيات |
| نيويورك | 8.46                                                                                    | 9.63          | 9.33         | 9.14    | 9.65      |
| تينيسي | 8.90                                                                                    | 9.53          | 9.73         | 9.38    | 9.75      |
| كاليفورنيا | 8.93                                                                                    | 9.64          | 9.56         | 9.37    | 9.60      |
| كارولاينا الجنوبية | 8.68                                                                                    | 9.64          | 9.64         | 9.32    | 9.51      |
| نيو مكسيكو | 8.82                                                                                    | 9.36          | 9.11         | 9.09    | 9.23      |
| إنديانا | 8.73                                                                                    | 9.08          | 9.18         | 8.99    |           |
| فرجينيا | 8.56                                                                                    | 9.29          | 8.86         | 8.90    |           |
| أوكلاهوما | 8.80                                                                                    | 8.88          | 8.98         | 8.87    |           |
| أوهايو | 8.50                                                                                    | 8.91          | 8.96         | 8.79    |           |
| ميشيغان | 8.43                                                                                    | 8.93          | 8.95         | 8.77    |           |

## المتسابقات
| - ألاباما - دوري ووكر - ألاسكا - آنا روبل - أريزونا - كارا جاكسون - أركنساس - أليسون هيفينر - كاليفورنيا - انجيليك بريوكس - كولورادو - سوزان مانويلو - كونيتيكت - كريستينا داميكو - ديلاوير - جاكي بيلا - مقاطعة كولومبيا - ايمي ألدرسون - فلوريدا - ميليسا كيسادا - جورجيا - ميريديث يونغ - هاواي - تريني آن ليلاني كاوبويكي - أيداهو - ايمي امبروز - إلينوي - كريستينا لام - إنديانا - براتيما يارلاغادا - آيوا - جاكلين سولينجر - كانساس - أماندا كارواي - كنتاكي - لوري مينسهاوس - لويزيانا - ميليسا بونجيوفاني - مين - هيذر كوتس - ماريلند - كيلي دونوهيو - ماساتشوستس - جينيفر كراف - ميشيغان - شانون جريس كلارك - مينيسوتا - كريستال فاندينبيرغ - مسيسيبي - كاري بابسكي - ميزوري - تيري بولينجر | - مونتانا - ميشون أديل زينك - نبراسكا - واليندا سيبل - نيفادا - شايني سميث - نيوهامبشير - كانديس ألانا رويال - نيوجيرسي - ميليسا ماكلولين - نيومكسيكو - ميشيل ريوس - نيويورك - كيمبرلي بريسلر - كارولاينا الشمالية - جوي هول - داكوتا الشمالية - شاينا بانك - أوهايو - ميليندا ميلر - أوكلاهوما - دايا ويب - أوريغون - ايمي نيلسون - بنسيلفانيا - ميليسا جودشال - رود آيلاند - كلير دي سيمون - كارولاينا الجنوبية - لورين بوبيل - داكوتا الجنوبية - شونا جروس - تينيسي - مورغان تاندي هاي - تكساس - كاريسا بلير - يوتا - راشيل راسموسن - فيرمونت - نيكول لويس - فرجينيا - كيلي لايتبورن - واشنطن - تامي يانسن - فيرجينيا الغربية - أماندا بيرنز - ويسكونسن - إليزابيث فام - وايومنغ - أرنيكا براينت |

## روابط خارجية
- موقع ملكة جمال الولايات المتحدة الأمريكية الرسمي